# Jacob Heerbrand

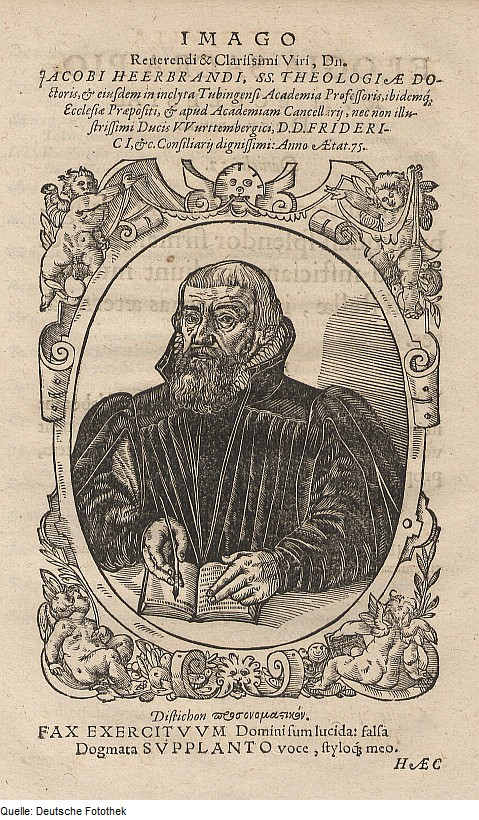

Jacob Heerbrand (12 de agosto de 1521 - 22 de maio de 1600) foi um teólogo protestante alemão, reformador e polêmico.

## Vida
Ele nasceu em Giengen, na Suábia, em 12 de agosto de 1521. Foi educado na escola de Ulm e nas universidades de Wittenberg (MA, 1543) e Tübingen (D.Theol., 1550). Ele foi por cinco anos (1538-43) aluno de Martinho Lutero e Filipe Melanchthon.
Em 1543 entrou ao serviço da Igreja de Württemberg e aceitou o diaconado em Tübingen, para continuar os estudos. Por se recusar a aceitar o Interino, ele foi afastado de seu cargo, junto com Erhard Schnepf, em 11 de novembro de 1548, mas permaneceu em Tübingen para estudar hebraico com Oswald Schreckenfuchs, na companhia de Jakob Andreä. Em 11 de fevereiro de 1551 tornou-se pároco em Herrenberg, perto de Ehingen, onde Johann Brenz residia então.
Em junho de 1551, Heerbrand com outros teólogos locais subscreveu a Confessio Wirtembergica, e em março de 1552, com Brenz e Jakob Beurlin, foi enviado para defendê-la no Concílio de Trento. Heerbrand cooperou com os suevos em seus esforços para acalmar as controvérsias osiandrianas (1552-53) e, em maio de 1554, foi enviado para uma conferência de teólogos em Naumburg. A convite do Margrave de Baden-Pforzheim ele foi para Pforzheimem setembro de 1556, como pastor e diretor da Igreja Estatal, que acabava de ser reformada com base na agenda de Württemberg. Em setembro de 1557, retornou a Tübingen como professor de teologia, cargo que manteve por quarenta anos, sendo o último aluno dos Reformadores de Wittenberg a ocupar esta cátedra. Foi ao mesmo tempo superintendente da bolsa e oito vezes reitor da universidade. Em 1590 sucedeu a Andreä como chanceler da universidade e reitor da igreja catedral.
Ele foi um orador festivo frequente em grandes cerimônias acadêmicas, incluindo o serviço memorial em homenagem a Melanchthon em 1560, e no jubileu da universidade em 1578. Em 5 de janeiro de 1599, ele renunciou ao cargo por causa de enfermidade. Ele morreu em Tübingen em 22 de maio de 1600.

## Obras
Como dogmático, ele exerceu influência por meio de suas disputas e de seu Compendium theologicae methodi quaestionibus tradatum (Tübingen, 1573). Durante as negociações dos teólogos de Tübingen com o Patriarca Jeremias II de Constantinopla, foi traduzido por Martin Crusius para o grego e circulou por Constantinopla, Alexandria, Grécia e Ásia Menor.
Heerbrand, como polêmico, envolveu muitos teólogos católicos romanos: com o dominicano Peter a Soto, em defesa da Confessio Wirtembergica em 1561; com Melchior Zanger de Ehingen-Rottenburg; com E. Gottardo de Passau; com J. B. Fickler de Salzburgo; com Wilhelm Lindanus, bispo de Ruremond ; com o polonês Stanislas Socolocius; com os professores de Freiburg F. Lorichius e Michael Hager, e especialmente com os jesuítas Heinrich Blissemius de Praga e Graz, Gregório de Valência em Ingolstadt, Sigmund Emhofer de Viena e Georg Scherer de Graz. Heerbrand afirmou que o objetivo final da atividade literária do partido jesuíta era a calúnia do protestantismo, a adulação dos príncipes católicos romanos e a subversão da paz religiosa (Refutatio crassissimorum errorum, ii. 17; Apologia explicationis, p. 55).

## Publicações (seleção)
- De magia disputatio ex cap. 7 Exo. Deo patre per Iesum Christum, Deo Patre per Jesum Christum, virtute Spiritus sancti nos iuvante praeside ... Iacobo Heerbrando, Sacrae Theologiae Doctore ..., Domino ac Praeceptore suo omni pietate colendo Nicolaus Falco Salveldensis, ad subiectas cum Quaestione Theses, XV. die Decembris, loco consueto, hora septima antemeridiana, pro ingenii sui viribus, exercitii causa, respondere conabitur. Tübingen 1570[2] (Digitalisat)
- Dispvtatio De Frvctibvs, ex Qvibvs Pseudoprophetae cognoscendi. Tübingen 1575. (online)
- Antwort vnd abfertigung des rhumrähtigen, spöttlichen, falschen vnnd närrischen Dancks vnnd Abdancks. Sigmund Ehrnhofers, Jesuiten zu Wien. Gruppenbach, Tübingen 1590. (Digitalisat)
- Compendium Theologiae, Nunc paßim Auctum & Methodi Quaestionibus tractatum. Steinmann, Jena 1591. (online)
- Propffung vnd Abfertigung des vermeinten newlich außgebrütteten euangelischen Wetterhanen. Gruppenbach, Tübingen 1588. (online)